# Law & Order - Il verdetto
Law & Order - Il verdetto (Law & Order: Trial by Jury) è una serie televisiva statunitense.
Nata nel 2005 come terzo spin-off della serie Law & Order - I due volti della giustizia, non è stata premiata dal pubblico statunitense ed è perciò stata chiusa dopo la prima stagione; l'ultimo episodio della serie è stato trasmesso negli USA solo mesi dopo la cancellazione della stessa e non sulla rete NBC per la quale originariamente era stata prodotta, ma sulla rete via cavo Court TV.
In Italia i primi episodi sono andati in onda su Rete 4 che però ha interrotto la messa in onda dopo poche settimane. La serie è stata poi trasmessa sul canale digitale Joi dal 13 maggio al 24 giugno 2008 trasmettendo anche gli episodi inediti. Rete 4 ha ripreso la programmazione della serie nel novembre del 2009 ed ha completato la messa in onda degli episodi mancanti fino al 3 dicembre 2009.
L'attore Jerry Orbach ha partecipato solo ai primi due episodi della serie poiché è deceduto poco dopo l'inizio delle riprese; è stato sostituito nella serie da Scott Cohen. Orbach e Fred Dalton Thompson sono stati tra i protagonisti, per varie stagioni, nella serie madre Law & Order - I due volti della giustizia.

## Trama
(Introduzione agli episodi di Law & Order - Il verdetto, recitata all'inizio di ogni episodio da Steven Zirnkilton nella versione originale e da Stefano Mondini nell'adattamento italiano.)
La serie tratta delle vicende della procura di New York e si occupa solo della parte processuale dei crimini, tralasciando quindi la parte investigativa presente nelle altre serie del franchise.

## Personaggi e interpreti
- Assistente Procuratore Distrettuale Tracy Kibre, interpretata da Bebe Neuwirth, doppiata da Daniela Nobili.
- Assistente Procuratore Distrettuale Kelly Gaffney, interpretata da Amy Carlson, doppiata da Monica Gravina.
- Detective Hector Salazar, interpretato da Kirk Acevedo, doppiato da Alessio Cigliano.
- Detective Chris Ravell, interpretato da Scott Cohen, doppiato da Gianni Bersanetti.
- Procuratore distrettuale Arthur Branch, interpretato da Fred Dalton Thompson, doppiato da Bruno Alessandro.
- Lennie Briscoe (episodi 1-2), interpretato da Jerry Orbach, doppiato da Diego Reggente.

## Special Guest Star
Angela Lansbury, Bradley Cooper, Alfred Molina, Mariska Hargitay, Christopher Meloni,  Richard Belzer e Sam Waterston.

## Episodi
| Stagione       | Episodi | Prima TV originale | Prima TV Italia |
| -------------- | ------- | ------------------ | --------------- |
| Prima stagione | 13      | 2005-2006          | 2006-2008       |